# مهاجران کمر
مهاجران کمر، روستایی در دهستان مهاجران بخش مهاجران شهرستان شازند در استان مرکزی ایران است.

## جمعیت
بر پایه سرشماری عمومی نفوس و مسکن در سال ۱۳۹۵، جمعیت این روستا برابر با ۱۰۲ نفر (۳۵ خانوار) بوده است.